# Юзе-ле-Венон
Юзе́-ле-Вено́н (фр. Uzay-le-Venon) — коммуна во Франции, находится в регионе Центр. Департамент — Шер. Входит в состав кантона Шатонёф-сюр-Шер. Округ коммуны — Сент-Аман-Монтрон.
Код INSEE коммуны — 18268.
Коммуна расположена приблизительно в 230 км к югу от Парижа, в 130 км южнее Орлеана, в 31 км к югу от Буржа.

## Население
Население коммуны на 2008 год составляло 403 человека.
| 1962 | 1968 | 1975 | 1982 | 1990 | 1999 | 2008 |
| ---- | ---- | ---- | ---- | ---- | ---- | ---- |
| 321  | 416  | 407  | 357  | 383  | 395  | 403  |

## Администрация
| Период | Период | Фамилия       | Партия | Примечания |
| ------ | ------ | ------------- | ------ | ---------- |
| 2001   | 2008   | Жанна Феррари |        |            |
| 2008   | 2014   | Робер Бонилло |        |            |

## Экономика

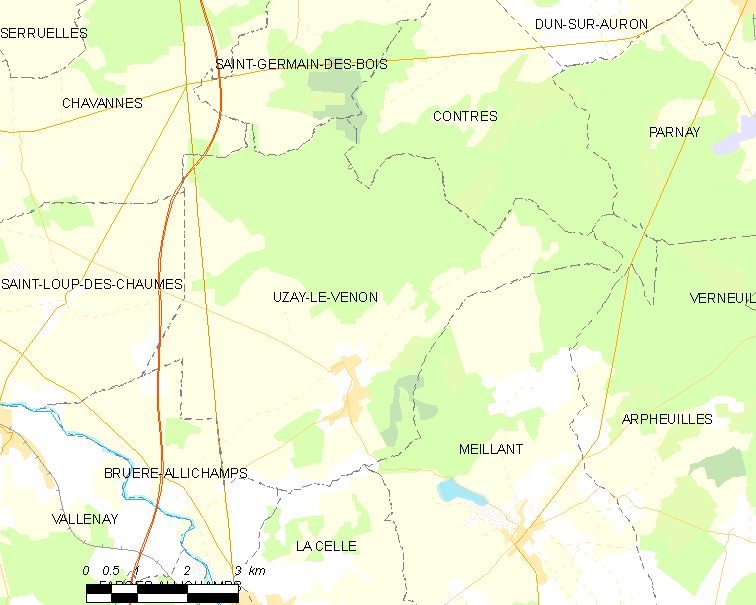
Карта коммуны

Основу экономики составляют лесное и сельское хозяйство.
В 2007 году среди 246 человек в трудоспособном возрасте (15-64 лет) 180 были экономически активными, 66 — неактивными (показатель активности — 73,2 %, в 1999 году было 72,0 %). Из 180 активных работали 156 человек (83 мужчины и 73 женщины), безработных было 24 (13 мужчин и 11 женщин). Среди 66 неактивных 13 человек были учениками или студентами, 36 — пенсионерами, 17 были неактивными по другим причинам.